# Mare de Déu del Roser de l'Ametlla de Casserres
La Mare de Déu del Roser de l'Ametlla de Casserres és l'església de la Colònia Monegal, inclosa en l'Inventari del Patrimoni Arquitectònic de Catalunya.

## Història
Va ser construïda a finals del segle xix, durant l'etapa d'organització i ampliació de la colònia, per iniciativa del seu propietari Josep Monegal i Nogués, que l'encarregà a l'arquitecte Alexandre Soler i March.
Després de la Guerra Civil Espanyola, l'advocació de la Mare de Déu de la Mercè fou substituïda per la Mare de Déu del Roser. Actualment pertany aa l'Associació de Veïns de la colònia, que l'adquiriren a la Caixa de Catalunya després del tancament de la fàbrica.

## Descripció
Temple de planta de creu llatina, d'una sola nau allargada amb volta d'aresta i capelles laterals amb transsepte molt marcat. L'entrada es fa pels peus on hi ha una torre de secció quadrada amb el campanar, que s'alça des de la façana presidit per un pinacle i forma un petit porxo d'entrada.. La coberta exterior és a dues aigües de teula romana i la interior, amb volta de creueria. La nau està flanquejada per dues capelles als peus, quasi tocant a la torre d'entrada; l'absis és de petites dimensions. El parament és de pedra i maó perfectament treballats i disposats en fileres, amb un aspecte força homogeni.
Està aixecada damunt una llosa sorrenca i construïda totalment amb la pedra provinent de la pedrera que permetia engrandir al mateix temps la fàbrica i els nous habitatges del carrer de Dalt.
A l'interior hi ha un cor. A l'exterior sobresurten uns contraforts flanquejant la nau i acabats amb pinacles, que com tots els elements ornamentals responen a una estètica neogòtica, com les finestres allargades i els arcs apuntats de l'entrada del pòrtic.

## Galeria

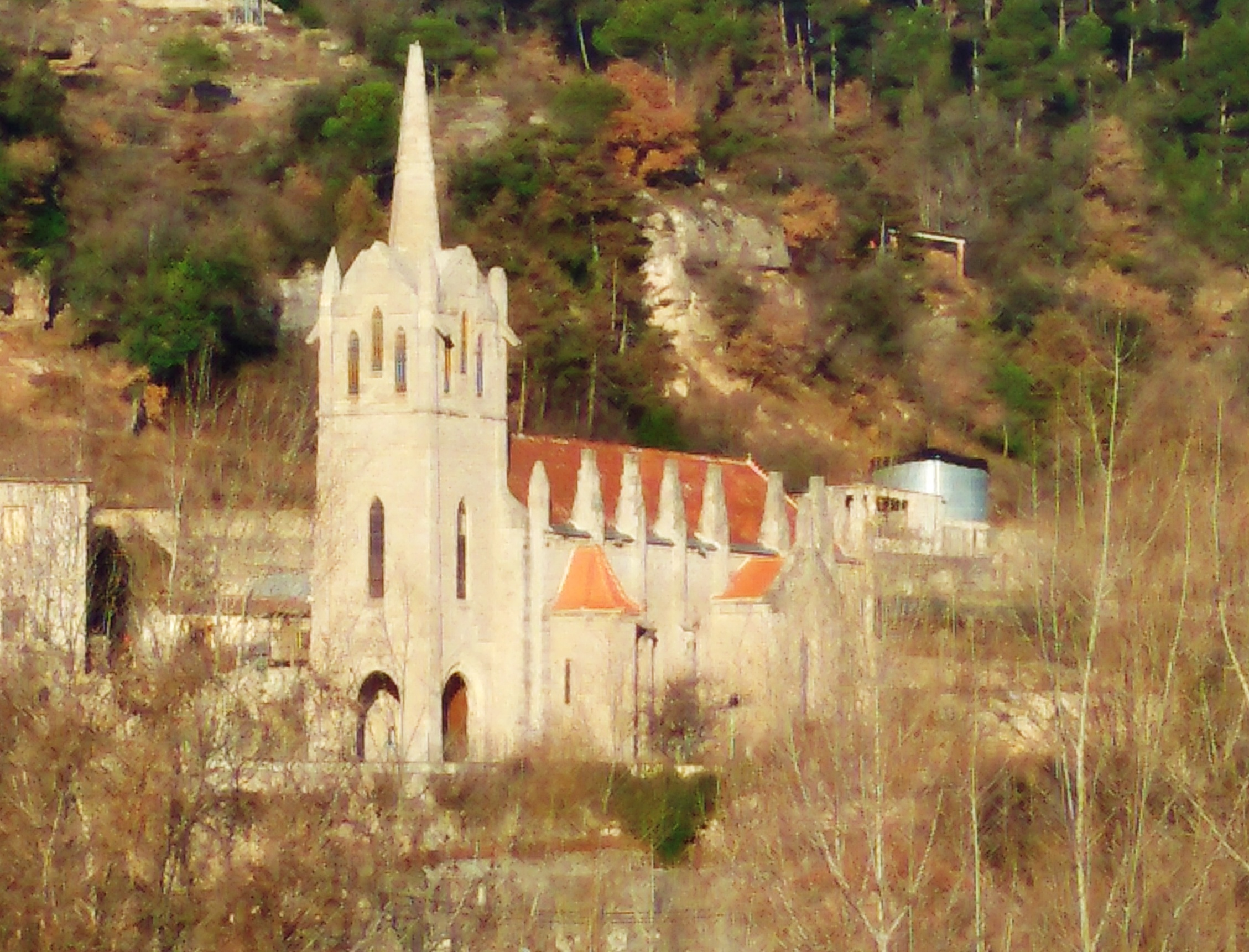
L'església vista des de la C-16
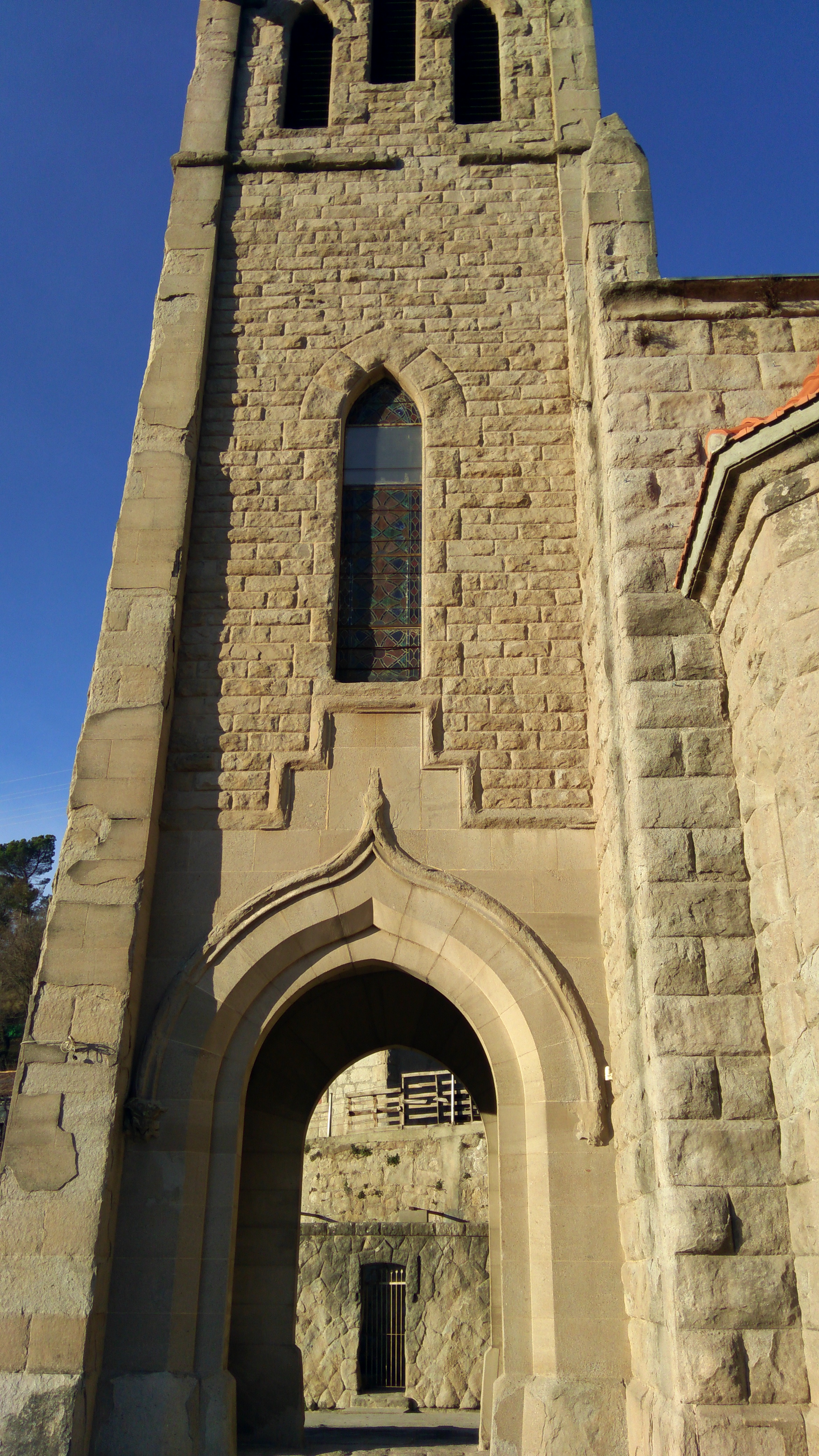
Detall del lateral del campanar
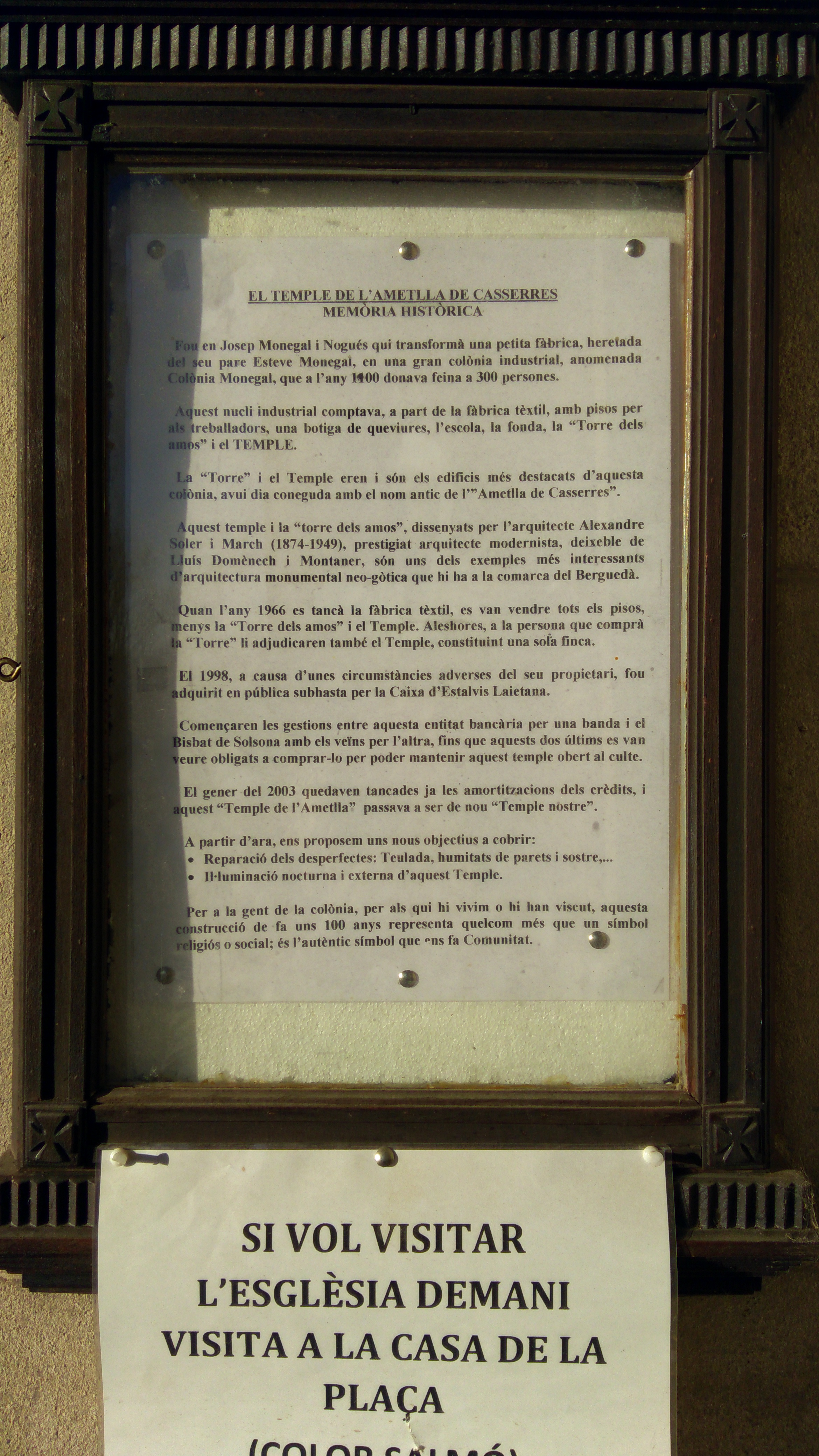
Informació oferta al porxo de l'entrada
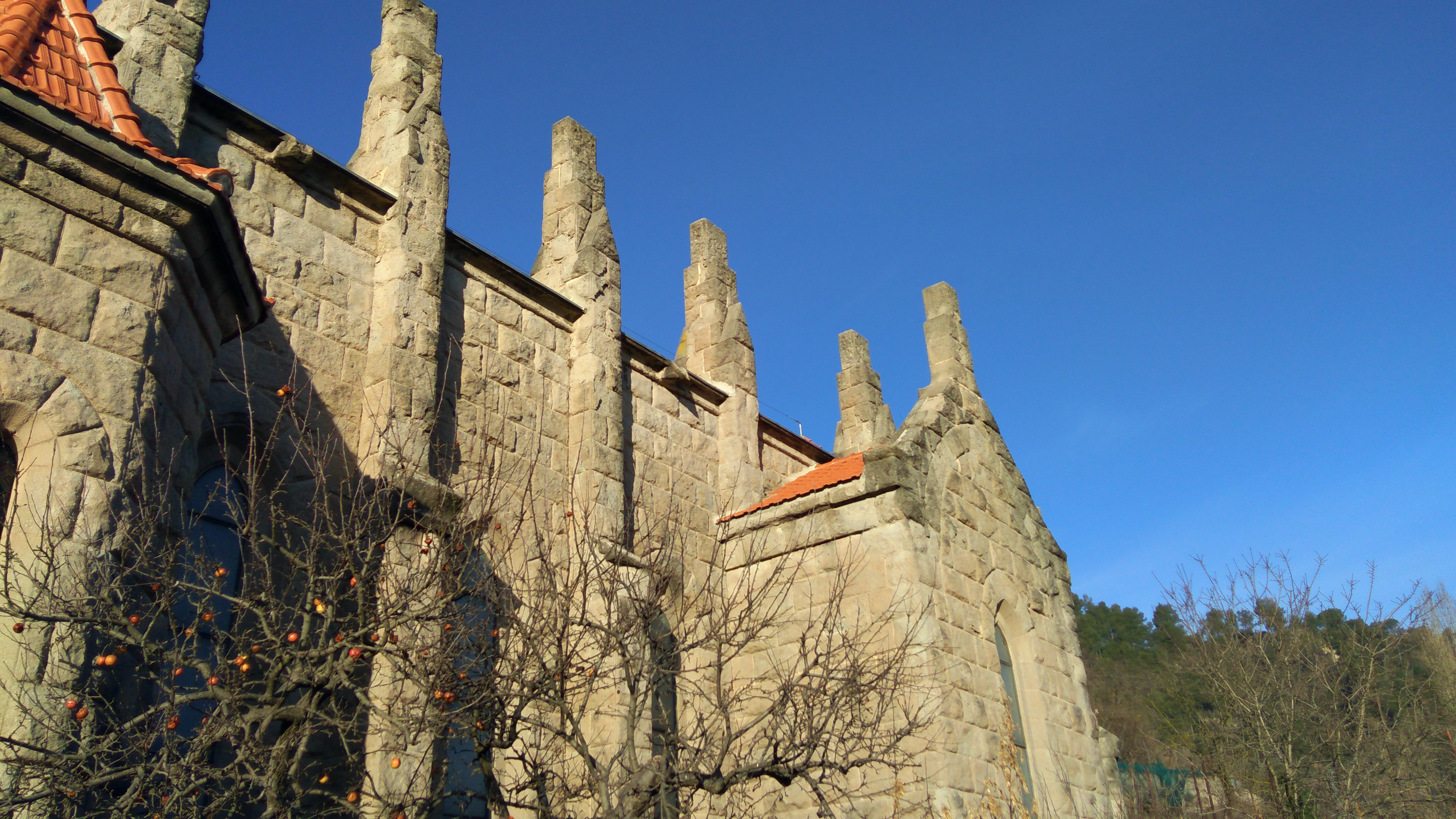
Detall dels pinacles